# Комі-перм'яцька мова

поширення комі-перм'яцької мови зображене яскраво-зеленим кольором

Комі-перм'яцька мова — мова комі-перм'яків, що мешкають на північному заході Пермського краю, переважно в Комі-Перм'яцькому окрузі. Це угро-фінська мова пермської групи.

## Історія
Комі-перм'яцька — одна з угро-фінських мов пермської групи, що відносно недавно сформувалися. В кінці III тисячоліття до н. е. угро-фінська мова розділилася на дві гілки:
- праугорську — мова предків сучасних угорців, хантів і мансі;
- фінно-пермську.

В середині II тисячоліття до н. е. з фінно-пермської гілки виділилася пермська гілка — прамова предків сучасних пермських народів: удмуртів, комі-зирян і комі-перм'яків, що мешкали в басейнах річки Вятки, в середній і нижній течії річки Ками.
У IV—VII століттях н. е. частина перм'ян (предки комі-зирян) переселилися на північний схід у пошуках нових мисливських і риболовецьких угідь. У VII столітті міграція в північному напрямі продовжувалася під тиском булгарськіх племен, що вторглися з південно-російських степів у Поволжі і нижньому Надкам'ї.
У VII—VIII століттях сформувалася держава Волзька Булгарія, куди ввійшли південна частина перм'ян, діалект яких, під сильним булгарським (давньочувашським) впливом, ліг в основу удмуртської мови. При цьому північний діалект, менш зачеплений булгарським впливом, ліг в основу загальнокомі мови. Розпад пермської прамови на загальнокомі і давньоудмуртську завершився до IX століття.
Загальнокомі-мова, на думку В. І. Литкіна, проіснувала лише кілька сторіч — IX—XI століть. Потім, через міграцію частини племен комі далеко на північ, відбулося територіальне розмежування стародавнього народу комі і почалося розділення мови на комі-зирянську і комі-перм'яцьку, що остаточно склалася в XIV—XV століттях.

## Писемність
Комі-перм'яцький алфавіт складається з 35 букв: А/а, Б/б, В/в, Г/г, Д/д, Е/е, Ё/ё, Ж/ж, З/з, И/и, І/і, Й/й, К/к, Л/л, М/м, Н/н, О/о, Ӧ/ӧ, П/п, Р/р, С/с, Т/т, У/у, Ф/ф, Х/х, Ц/ц, Ч/ч, Ш/ш, Щ/щ, Ъ/ъ, Ы/ы, Ь/ь, Э/э, Ю/ю, Я/я.